# Trận Dara
Trận Dara diễn ra vào năm 530 giữa Đế quốc Đông La Mã và Đế chế Ba Tư Sassanid. Đây là một trong những trận đánh thuộc Chiến tranh Iberia.
Tác phẩm của Procopius về trận đánh này là một trong những bản mô tả chi tiết nhất về một trận chiến La Mã vào giai đoạn cuối.

## Bối cảnh
Từ năm 527, Đế quốc Byzantine bước vào cuộc chiến với Đế chế Sassanid, nguyên nhân ban đầu là do vua Kavadh I xứ Ba Tư cố gắng buộc người dân xứ Iberia (một vùng đất ở khu vực Kavkaz) cải sang Hỏa giáo (Zoroastrian). Trước áp lực này, vua xứ Iberia đã chạy trốn và tìm kiếm sự bảo hộ từ phía Byzantine. Để hòa giải, Kavadh đề nghị hoàng đế Justin I xứ Byzantine nhận con trai ông – Khosrau – làm con nuôi, với hy vọng xây dựng mối quan hệ đồng minh. Tuy nhiên, Justin chỉ đồng ý với điều kiện thực hiện nghi lễ nhận con theo nghi thức dành cho “người man rợ”, điều này khiến Kavadh tức giận và không chấp nhận.
Sau đó, Kavadh bắt đầu tấn công các vùng lãnh thổ và đồng minh của Byzantine. Đáp lại, Justin đã cử các tướng lĩnh Sittas và Belisarius tiến quân vào lãnh thổ Ba Tư, nhưng những chiến dịch đầu tiên này không thành công và quân Byzantine bị đánh bại.
Đến năm 529, sau khi Justin qua đời, hoàng đế mới là Justinian tiếp tục theo đuổi con đường đàm phán nhưng không đạt được thỏa thuận với Kavadh. Kết quả là quân Sassanid huy động một lực lượng lớn gồm khoảng 40.000 binh sĩ tiến về thành phố Dara – một điểm chiến lược trọng yếu của Byzantine ở vùng biên giới. Năm sau, tướng Belisarius được cử quay trở lại khu vực này cùng với Hermogenes và một đội quân để phòng thủ thành Dara. Đáp lại, Kavadh lại cử thêm 10.000 quân dưới quyền tướng Perozes, cho đóng trại tại Ammodius, chỉ cách Dara khoảng 5 km, chuẩn bị cho một trận chiến lớn.
Đây là tiền đề dẫn đến Trận Dara nổi tiếng vào năm 530, một trong những trận chiến được ghi chép kỹ lưỡng nhất trong lịch sử La Mã hậu kỳ, đặc biệt qua tác phẩm của sử gia Procopius.

## Triển khai
Quân Ba Tư, với quân số vượt trội hơn quân Byzantine khoảng 15.000 người, đã triển khai lực lượng cách thành phố Dara khoảng 20 stade (gần 3,7 km) và dàn trận chuẩn bị giao chiến. Mặc dù bị áp đảo về quân số, tướng Belisarius của Byzantine vẫn quyết định đánh trận. Belisarius áp dụng một chiến thuật phòng thủ thông minh: cho đào nhiều hào ngang trận địa để ngăn chặn kỵ binh Ba Tư, nhưng chừa các khoảng trống để thuận tiện phản công khi cần. Theo nhà sử học Irfan Shahid, chiến thuật này thực chất được học hỏi từ chính người Ba Tư tại trận Thannuris hai năm trước.
Belisarius triển khai các hào này chủ yếu ở hai bên cánh, trong khi giữ trung tâm đội hình lùi lại phía sau. Tại trung tâm, Belisarius bố trí bộ binh – vốn bị đánh giá là kém tin cậy – sau một tuyến hào chính, đặt gần thành Dara để nhận được hỏa lực hỗ trợ từ trên tường thành. Ở hai cánh, Belisarius bố trí kỵ binh Byzantine – vốn có chất lượng không cao – được hỗ trợ bởi các đơn vị quân Hung nhỏ: 300 kỵ binh Hung dưới quyền Sunicas và Aigan ở cánh trái, và một lực lượng tương tự ở cánh phải do Simmas và Ascan chỉ huy.
Ngoài ra, Belisarius còn bí mật bố trí một đội kỵ binh Heruli dưới quyền Pharas mai phục bên ngoài cánh trái, sẵn sàng tấn công bất ngờ. Ở phía sau trung tâm đội hình là lực lượng dự bị tinh nhuệ – đội bucellarii (kỵ binh cận vệ riêng của Belisarius) – do John xứ Armenia, người bạn thân và cũng là trợ lý đáng tin cậy của Belisarius, chỉ huy.
Chiến thuật bố trí trận địa này cho thấy sự linh hoạt và tính toán kỹ lưỡng của Belisarius khi đối đầu với một đội quân mạnh hơn cả về số lượng lẫn uy danh.

## Trận đánh
Vào ngày đầu tiên trận Dara, theo ghi chép sử gia Procopius, không có giao tranh quy mô lớn mà chỉ diễn ra các trận đấu tay đôi giữa những chiến binh tiêu biểu của hai bên. Một sự kiện nổi bật là khi một kỵ sĩ Ba Tư thách đấu Belisarius, nhưng người ra trận lại là Andreas – một nô lệ làm nghề tắm hơi từng được bí mật huấn luyện bởi đội quân cận vệ của Belisarius. Andreas đã giết không chỉ kẻ thách đấu đầu tiên mà cả một chiến binh khác vào cuối ngày hôm đó. Sau loạt đấu này, quân Ba Tư rút về trại tại Ammodius để nghỉ qua đêm.
Tuy nhiên, một số học giả nghi ngờ tính xác thực tuyệt đối câu chuyện này. Các học giả cho rằng Procopius đã sử dụng các màn đấu tay đôi như một chi tiết văn học nhằm tăng tính kịch tính, hơn là một miêu tả chính xác về sự kiện. Một nguồn tư liệu khác, được cho là dựa trên tài liệu chính thức, có nhắc đến các trận đấu cá nhân, nhưng không đề cập đến Andreas và cho rằng các cuộc đấu này diễn ra ở giai đoạn khác trận chiến.
Sau ngày giao tranh đầu tiên, Belisarius gửi một bức thư tới tướng Perozes của Ba Tư, đề nghị giải quyết tranh chấp bằng đàm phán thay vì tiếp tục chiến đấu. Trong thư, Belisarius viết: “Phúc lành đầu tiên là hòa bình, điều mà tất cả những người có lý trí đều đồng ý... Vị tướng giỏi nhất là người có thể mang lại hòa bình từ chiến tranh.” Nhưng bức thư hoặc bị phớt lờ, hoặc nỗ lực đàm phán thất bại, và trận chiến tiếp tục. Với lợi thế quân số cùng với việc đánh giá quân Byzantine là yếu kém, Perozes dường như càng thêm tự tin vào chiến thắng.
Sang ngày thứ hai, 10.000 quân tiếp viện Ba Tư từ Nisibis kéo đến. Lúc này, hai bên giao tranh bằng cung tên; trận mưa tên dày đặc đến mức Procopius mô tả nó như một “đám mây khổng lồ”. Cả hai bên đều chịu tổn thất, nhưng gió thổi ngược từ phía Byzantine đã làm giảm sức mạnh tên của Ba Tư. Tùy theo nguồn ghi chép, cục diện trận đấu lúc này được cho là nghiêng về phía Ba Tư, ngang ngửa, hoặc quân Ba Tư chịu thiệt hại nặng hơn.
Quân Ba Tư sau đó chia làm hai cánh: cánh phải do Pityaxes chỉ huy, cánh trái do Baresmanas. Trong cái nóng oi bức khoảng 45°C, họ mở đợt tấn công đầu tiên vào cánh trái quân Byzantine. Dù vượt qua được hào phòng thủ và đẩy lùi được kỵ binh Byzantine, quân Ba Tư đã bị phản công bởi kỵ binh Hung dưới quyền Sunicas từ bên trong và quân Heruli của Pharas mai phục từ phía ngoài. Cánh quân Ba Tư phải rút lui.
Tiếp theo, Perozes tung lực lượng tinh nhuệ nhất – đội Zhayedan hay “Bất tử quân” (Immortals), các kỵ binh thiết giáp – tấn công cánh phải Byzantine. Một lần nữa, kỵ binh và bộ binh Byzantine bị đẩy lùi. Nhưng Belisarius đã tung lực lượng dự bị – đội kỵ binh bucellarii – phản công dữ dội, chia cắt quân Ba Tư làm hai. Một phần quân Ba Tư đuổi theo kỵ binh Byzantine rút lui, phần còn lại bị bao vây và tiêu diệt. Tướng Baresmanas tử trận cùng với khoảng 5.000 quân Ba Tư. Sau đó, kỵ binh Byzantine cũng phục hồi và đánh tan lực lượng đang truy đuổi mình.
Belisarius chỉ cho phép truy kích vài km rồi dừng lại, để phần lớn quân Ba Tư còn sống thoát thân. Chiến thắng tại Dara không chỉ giúp bảo vệ biên giới Đông La Mã, mà còn chứng minh tài năng quân sự kiệt xuất của Belisarius, dù phải đối đầu với kẻ địch đông và mạnh hơn nhiều.

## Hệ quả
Sau thất bại tại Dara, quân Sassanid dưới sự chỉ huy của tướng Spahbod Azarethes, cùng với đồng minh Lakhmid, tiến hành một cuộc xâm lược mới, lần này bất ngờ đi qua vùng Commagene. Tuy nhiên, Belisarius đã nhanh chóng điều quân ngăn chặn, buộc quân Ba Tư phải rút lui và sau đó ép quân Ba Tư tham chiến tại trận Callinicum. Dù quân Byzantine bị đánh bại trong trận này, cả hai bên đều chịu thương vong nặng nề. Cuối cùng, người Byzantine buộc phải trả cống nạp để đổi lấy một hiệp ước hòa bình.
Dara tiếp tục là một điểm nóng trong các cuộc chiến sau đó. Năm 540 và 544, thành phố hai lần bị vua Khosrau I của Ba Tư tấn công, nhưng đều không bị chiếm. Mãi đến năm 573, Khosrau mới chiếm được Dara. Sự kiện này được cho là đã khiến hoàng đế Byzantine Justin II phát điên. Sau đó, vợ Justin II là hoàng hậu Sophia cùng người bạn thân Tiberius Constantine đã nắm quyền cai trị cho đến khi Justin qua đời năm 578. Trong thời gian đó, quân Ba Tư tiếp tục tiến sâu vào lãnh thổ Byzantine, nhưng Khosrau I mất năm 579, chấm dứt chuỗi tấn công của Khosrau I.
Năm 586, hoàng đế Maurice của Byzantine đánh bại quân Ba Tư tại Dara và tái chiếm thành, nhưng đến năm 604, dưới thời Khosrau II, người Ba Tư lại giành chiến thắng và phá hủy thành phố Dara. Dù vậy, Byzantine đã tái thiết Dara vào năm 628.
Tuy nhiên, đến năm 639, thành phố bị người Ả Rập Hồi giáo chiếm giữ và ở lại dưới quyền kiểm soát của người Ả Rập Hồi giáo cho đến năm 942, khi Dara bị quân Byzantine cướp phá. Thành phố lại bị cướp phá một lần nữa bởi hoàng đế John I Tzimiskes vào năm 958, nhưng lần này Byzantine không thể giành lại quyền kiểm soát hoàn toàn.
Tóm lại, Dara là một thành trì chiến lược quan trọng, nhiều lần đổi chủ trong suốt các cuộc chiến dài giữa Byzantine và Ba Tư, và sau đó là với người Ả Rập, phản ánh rõ sự bất ổn và khốc liệt của khu vực biên giới Đông La Mã trong suốt nhiều thế kỷ.